# Parafia św. Jana Chrzciciela w Białaczowie
Parafia św. Jana Chrzciciela w Białaczowie – jedna z 11 parafii rzymskokatolickich dekanatu opoczyńskiego diecezji radomskiej. 

## Historia
Białaczów był starożytną siedzibą Odrowążów, Białaczowskich, Małachowskich, Broel-Platerów. Założycielem miasta i parafii miał być w połowie XIII w. biskup krakowski Prandota z Białaczowa. Prawa miejskie niemieckie odnowił w 1456 Kazimierz IV Jagiellończyk. W XVII w. nastąpił upadek miasta. Dopiero Stanisław Małachowski starał się przywrócić mu rangę ośrodka miejskiego odnawiając w 1787 prawa miejskie, rozbudowując gospodarkę i przemysł. Białaczów utracił prawa miejskie po powstaniu styczniowym. Prepozytura w Białaczowie istniała prawdopodobnie w pierwszej połowie XII w., wkrótce potem przekształciła się ona w parafię. Właściwym założycielem parafii był w połowie XIII w. krakowski biskup Prandota z Białaczowa, który nadał jej też uposażenie. Pierwotny murowany kościół pw. św. Jana Chrzciciela wybudowany został około połowy XIII w. przez bp. Jana Prandotę, który pochodził z Białaczowa. Według dokumentów sądu gnieźnieńskiego z 1432 kościół był stary i „od dawna istniejący". W początkach XVI w. w Białaczowie był kościół pw. św. Jana Chrzciciela i św. Stanisława bp. w części drewniany, a w części murowany. W latach 1694–1696 przebudowano cały kościół tzn. dobudowano znacznie większą murowaną nawę. Konsekrował kościół 20 sierpnia 1932 bp. Włodzimierz Jasiński. Pierwotnie świątynia była kryta gontem, w 1947 pokryto ją blachą. W 2016 zmieniono pokrycie dachu nad prezbiterium na blachę aluminiowo-cynkową. Kościół jest orientowany, zbudowany na planie krzyża, w stylu barokowym, murowany.

## Proboszczowie
- 1936 - 1956 - ks. Józef Świechowski
- 1956 - 1959 - ks. Adam Aleksiewicz
- 1959 - 1962 - ks. Albin Dudek
- 1962 - 1974 - ks. Stanisław Dudziński
- 1974 - 1995 - ks. Edward Stępień
- 1995 - 2000 - ks. Bogusław Mleczkowski
- 2000 - nadal - ks. kan. Henryk Wójcik

## Terytorium
- Do parafii należą: Białaczów, Miedzna Drewniana, Ossa, Parczów, Sędów, Sobień, Wąglany, Zakrzów[1].